# Laguna Las Tunas
Laguna Las Tunas är en periodisk sjö i Argentina.   Den ligger i provinsen Córdoba, i den centrala delen av landet, 400 km väster om huvudstaden Buenos Aires. Laguna Las Tunas ligger 112 meter över havet. Arean är 15,1 kvadratkilometer. Den sträcker sig 4,9 kilometer i nord-sydlig riktning, och 7,9 kilometer i öst-västlig riktning.
Trakten runt Laguna Las Tunas består till största delen av jordbruksmark. Runt Laguna Las Tunas är det glesbefolkat, med 10 invånare per kvadratkilometer.